# Joaquín María Ferrer
Joaquín María de Ferrer y Cafranga (Pasajes, 8 de diciembre de 1777-Santa Águeda, 30 de septiembre de 1861) fue un político y militar español, hermano del matemático y astrónomo José Joaquín Ferrer y Cafranga.

## Biografía
Nacido en 1777 en la localidad guipuzcoana de Pasajes de San Pedro, era hijo de Vicente Ferrer y Echevarría, contador de la Real Armada y natural de Pasajes, y de Manuela de Cafranga y Villabaso, natural de Munguía.  De profesión comerciante, residió en el Río de la Plata y en Perú, donde fue capitán del regimiento de Voluntarios Distinguidos de la Concordia Española del Perú, declarado de línea en 1816.  Pasó cuatro años (1811-1815) en tierras americanas hasta su regreso a España. Caballero de la Orden de Isabel la Católica. Fue elector de Cuenca en 1820 y vicepresidente de la sociedad de Amantes del Orden Constitucional en 1820. Fue uno de los directores del Banco de San Carlos, y compró fincas urbanas del Crédito Público en Madrid.
Estuvo activo en política como diputado por Guipúzcoa durante el Trienio Liberal entre 1822 y 1823, pero en 1823 se vio obligado al exilio por el giro absolutista de Fernando VII. Residió en el Reino Unido y Francia, para regresar en 1833. Bibliófilo, pagó de su bolsillo ediciones de clásicos españoles en Inglaterra para auxiliar a sus amigos emigrados con el producto de su venta. Amigo de Francisco de Goya, este lo visitó en París en 1824 y le hizo un retrato a él y a su esposa Manuela de Álvarez Coíñas. Además, mantuvieron un intercambio epistolar. En España se le condenó a garrote vil en ausencia en 1826.  Publicó en 1827 una edición del Quijote en miniatura, que tuvo una segunda edición en 1832.  En 1829 publicó una edición de La monja alférez.  En ese año se le permite volver a España, pero sigue con sus bienes secuestrados. Por fin pudo regresar en 1833. Publicó Cartas autógrafas en 1837.
Durante la minoría de edad de Isabel II, fue ministro de Hacienda bajo la presidencia de Calatrava en 1836 durante un solo día, en momentos especialmente convulsos. Después fue elegido diputado y presidió las Cortes Generales de 1836 a 1837. Fue elegido senador por la provincia de Guipúzcoa en 1837, por la provincia de Navarra en 1841 y senador vitalicio en 1847.
Vinculado a Baldomero Espartero y al Partido Progresista, se vio desplazado de la primera línea política hasta que este asumió la Regencia. Fue nombrado de nuevo ministro de Hacienda, ministro de Estado interino, vicepresidente (1840-1841) y presidente del Consejo de Ministros (1841). Con la salida de Espartero en 1843, fue nombrado senador vitalicio, cámara que presidió. Entonces apenas participó en la actividad política, salvo para algunas misiones diplomáticas y de relaciones comerciales internacionales.

## Goya
Ferrer y su mujer, Manuela Álvarez Coiñas de Ferrer, fueron retratados por Goya en París durante el verano de 1824 cuando este obtuvo el permiso del rey para abandonar Burdeos para «tomar de las aguas de Plombières».